# Predimirowicze
Predimirowicze – dynastia władców Dukli i Zety wywodząca się od na wpółlegendarnego Predimira.

## Władcy Dukli
Pierwszym historycznym władcą Dukli z dynastii Predimirowiczów był Petrisław, który około 971 roku, prawdopodobnie po wygaśnięciu dynastii trebińskich Beliciów, podzielił się władzą z braćmi, sam objąwszy Duklę. Jeden z jego braci Dragimir objął władzę nad Trawunią, drugi Mirosław nad Podgoriem. Po śmierci Mirosława Petrisław przyłączył do swego państwa Podgorie. Około 993 roku władzę nad Duklą, a być może również nad Trawunią objął syn Petrisława Jan Włodzimierz. Około 999 roku został pozbawiony władzy przez bułgarskiego cara Samuela, który jednak wkrótce ponownie osadził go na tronie duklańskim, wydzieliwszy najpierw stryjowi Dragimirowi Trawunię. Po śmierci Jana Włodzimierza w 1016 roku z ręki kolejnego cara Iwana Władysława Dragimir próbował podporządkować sobie Duklę, zginął jednak z rąk mieszczan kotorskich w 1018 roku. Po jego śmierci w wyniku ostatecznego podboju pierwszego państwa bułgarskiego przez Bizancjum, również Dukla znalazła się pod panowaniem bizantyńskim.

## Władcy Zety
Próbę odzyskania samodzielności podjął w latach 1042–1050 syn Dragimira Stefan Dobrosław. W szeregu bitew wspomagany przez pięciu synów uniezależnił swoje ziemie od Bizancjum i przyłączył do państwa, nazywanego odtąd Zetą, Trawunię. Krótko po śmierci Stefana Dobrosława jego najstarszy syn Gojisław i najmłodszy Predimir zginęli podczas buntu ludności Trawunii. Około 1052 roku na tronie książęcym umocnił się ostatecznie Michał, młodszemu Radosławowi wyznaczywszy rządy nad Trawunią. W 1077 roku Michał koronował się na króla Zety. Jego śmierć w 1081 roku przeżyło tylko pięciu z jego jedenastu synów. Władzę nad państwem objął bez komplikacji najstarszy z nich Konstantyn Bodin. Panowanie Bodina stanowi szczyt rozwoju i ekspansji Zety. Około 1083/1084 roku przyłączył on do swego królestwa sąsiednią Raszkę i Bośnię oraz Zahumle.
Po śmierci Bodina w 1101 roku nastąpił 30. letni okres walk o władzę między popieranymi przez żupanów Raszki potomkami króla Michała a probizantyńsko zorientowanymi potomkami brata Michała, Radosława. Bezpośrednio po śmierci Bodina władzę objął jego młodszy brat Dobrosław, pozbawiając tronu syna Bodina Michała. W 1102 roku został on zastąpiony w wyniku interwencji zbrojnej żupana Raszki Wukana, przez Radosławowicza Kočapara. Jeszcze w tym samym roku Wukan zastąpił go wnukiem króla Michała Włodzimierzem, synem starszego brata Bodina. Włodzimierz został w 1115 roku otruty przez wdowę po Bodinie, królową Jakwintę, która w ten sposób utorowała drogę do tronu synowi Jerzemu Bodinoviciowi. Pokonany przez Bizantyńczyków w 1118 roku Jerzy zbiegł, a na tronie zasiadł Radosławowicz Grubesza. Po śmierci Grubeszy w 1125 roku tron odzyskał ponownie Jerzy Bodinović, by ponownie utracić go walce z Bizantyńczykami. W 1131 roku na tronie zrujnowanego wieloletnimi walkami królestwa zasiadł z nadania bizantyńskiego kolejny Radosławowicz Gradihna Branislavljević (1131–1142). Jego syn Radosław Gradihnović władał nad resztkami Zety do 1183 roku, kiedy ostatecznie Zeta została podbita przez żupana Raszki.

## Pierwsi Predimirowicze
Predimir miał dwóch synów:
- Petrisława – księcia Dukli ok. 971–993, któremu urodził się syn:
  - Jan Włodzimierz – książę Dukli 993–1016
- i Dragimira – księcia Trawunii (971–1018), który z nieznaną z imienia żoną, córką żupana Raszki Lutomira miał
  - syna Stefana Dobrosława – księcia Dukli w latach ok. 943–950, który z nieznaną z imienia siostrzenicą cara bułgarskiego Samuela miał pięciu synów
    - Gojisława
    - Michała – władcy Zety w latach 1050–1081
    - Saganka
    - Radosława – protoplasty bocznej linii dynastii zwanej Radosławowiczami
    - Predimira

  - i dwie córki[4][5]

|  |                                        |                                        |          |                                     |                            |                                          |                                          |          |          |          |          |
|  |                                        |                                        |          | Predimir (władca na wpółlegendarny) |                            |                                          |                                          |          |          |          |          |
|  |                                        |                                        |          |                                     |                            |                                          |                                          |          |          |          |          |
|  |                                        |                                        |          |                                     |                            |                                          |                                          |          |          |          |          |
|  | Petrisław (panował ok. 971–993)        | Petrisław (panował ok. 971–993)        |          |                                     |                            | Dragimir książę Trawunii (971–1018)      | Dragimir książę Trawunii (971–1018)      |          |          |          |          |
|  |                                        |                                        |          |                                     |                            |                                          |                                          |          |          |          |          |
|  | Jan Włodzimierz (panował ok. 993–1016) | Jan Włodzimierz (panował ok. 993–1016) |          |                                     |                            | Stefan Dobrosław (panował ok. 1042–1050) | Stefan Dobrosław (panował ok. 1042–1050) |          |          |          |          |
|  |                                        |                                        |          |                                     |                            |                                          |                                          |          |          |          |          |
|  |                                        |                                        |          |                                     |                            |                                          |                                          |          |          |          |          |
|  |                                        | Gojisław                               | Gojisław | Michał (panował 1052–1081)          | Michał (panował 1052–1081) | Saganek                                  | Saganek                                  | Radosław | Radosław | Predimir | Predimir |

## Potomkowie Michała

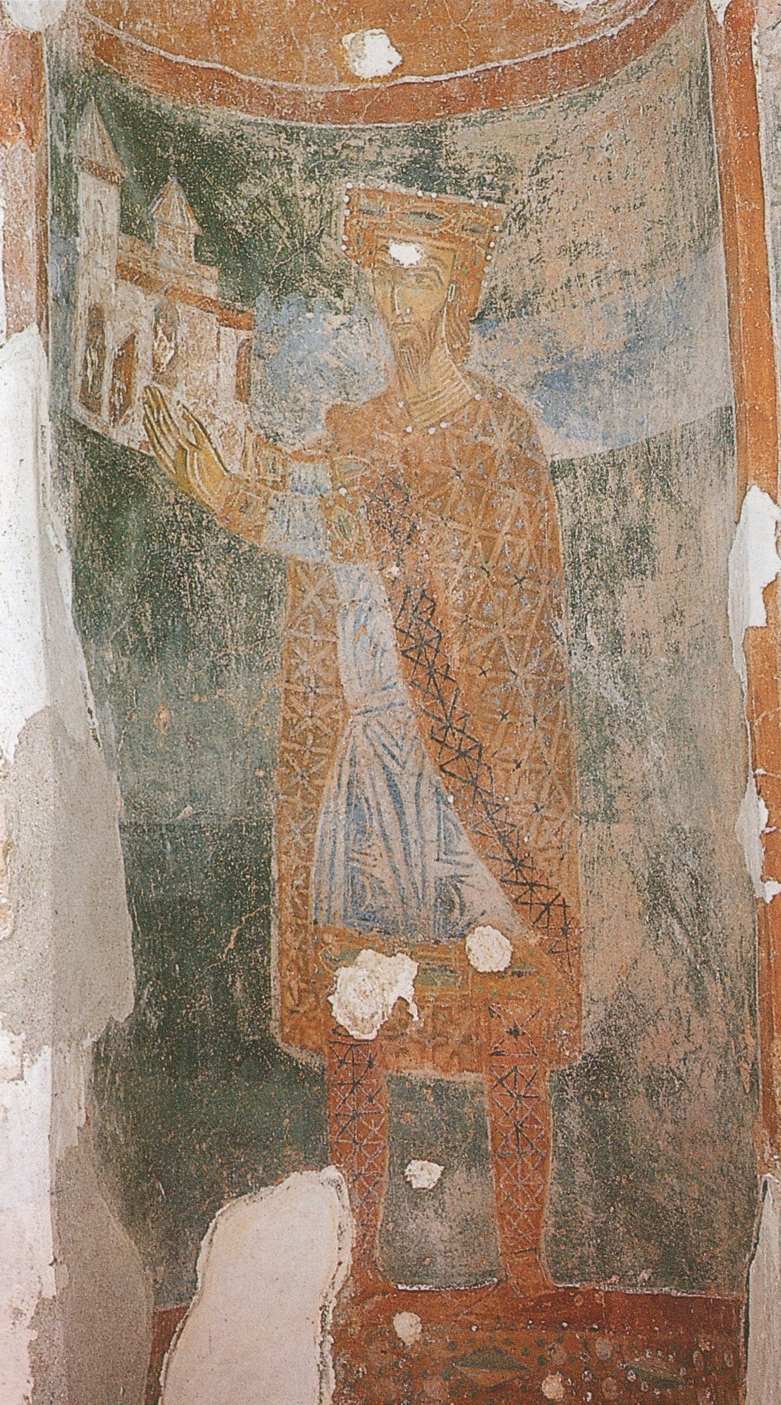
Król Michał. Fresk z kościoła św. Michała w Stonie

Michał miał dwie żony. Z pierwszą nieznaną z imienia miał siedmiu synów:
- Włodzimierza – z nieznaną z imienia żoną miał syna:
  - Włodzimierza – króla Zety w latach 1102–1115. Z nieznaną z imienia córką wielkiego żupana Raszki Wukana miał syna:
    - Michała – wielkiego knezia Zahumla, oślepionego w 1131 roku przez Jerzego Bodinovicia.
- Prijasława
- Sergiusza
- Derię
- Gabriela
- Mirosława
- i Bodina – króla Zety w latach 1081–1101. Z żoną Jakwintą miał pięciu synów:
  - Michała – pretendenta do tronu królewskiego w 1101 roku
  - Jerzego – króla Zety w latach 1115–1118 i 1125–1131
  - Marka
  - Arkricia
  - Tomasza
- oraz nieznaną z imienia córkę.

Wedle informacji Popa Duklanina wszyscy synowie z wyjątkiem Bodina zginęli w wojnach jeszcze za życia Michała. Córka została wydana za generała bizantyńskiego więzionego w Zecie.
Po śmierci pierwszej żony, w 1053 roku poślubił krewną cesarza Konstantyna IX Monomacha. Druga żona urodziła mu czterech synów:
- Dobrosława – króla Zety w latach 1101–1102
- Petrisława
- Nicefora
- i Teodora[5]

|                                 |                            |                          |                          |                                                 |                                                 |                                      |          |                               |                               |           |         |        |
|                                 |                            |                          |                          |                                                 |                                                 | Michał (panował 1052–1081)           |          |                               |                               |           |         |        |
|                                 |                            |                          |                          |                                                 |                                                 |                                      |          |                               |                               |           |         |        |
|                                 | 1                          | 1                        | 1                        | 1                                               | 1                                               | 1                                    | 1        | 1                             | 2                             | 2         | 2       | 2      |
|                                 | Prijasław                  | Prijasław                | Deria                    | Deria                                           | Mirosław                                        | Mirosław                             | NN córka | NN córka                      | Petrisław                     | Petrisław | Teodor  | Teodor |
| Włodzimierz                     | Włodzimierz                | Sergiusz                 | Sergiusz                 | Gabriel                                         | Gabriel                                         |                                      |          | Dobrosław (panował 1101–1102) | Dobrosław (panował 1101–1102) | Nicefor   | Nicefor |        |
|                                 |                            |                          |                          |                                                 |                                                 | Konstantyn Bodin (panował 1081–1101) |          |                               |                               |           |         |        |
| Włodzimierz (panował 1102–1115) |                            |                          |                          |                                                 |                                                 |                                      |          |                               |                               |           |         |        |
|                                 |                            |                          |                          |                                                 |                                                 |                                      |          |                               |                               |           |         |        |
| Michał wielki knez Zahumla      | Michał wielki knez Zahumla | Michał pretendent w 1101 | Michał pretendent w 1101 | Jerzy Bodinović (panował 1115–1118 i 1125–1131) | Jerzy Bodinović (panował 1115–1118 i 1125–1131) | Marek                                | Marek    | Arkrić                        | Arkrić                        | Tomasz    | Tomasz  |        |

## Radosławowicze
Radosław z nieznaną z imienia żoną miał 8 synów:
- Branisława – który zmarł w więzieniu około 1095 roku. Z nieznaną z imienia żoną miał 6 synów:
  - Grubeszę – króla Zety w latach 1118–1125. Z nieznaną z imienia żoną miał 3 synów:
    - Prvosza
    - Grubeszę
    - i Stracimira

  - Dragihnę
  - Gradihnę – króla Zety w latach 1131–1142. Z nieznaną z imienia żoną miał 3 synów:
    - Radosława – knezia Zety w latach 1142–1183
    - Jana
    - Włodzimierza

  - Dragilę
  - Predihnę
  - Przedzisława albo Twardzisława
- Dobrosława
- Gradisława
- Kočapara – króla Zety w 1102 roku
- i czterech nieznanych z imienia synów

## Władcy z dynastii Predimirowiczów

### Władcy Dukli
- –993: Petrisław
- 993–1016: Jan Włodzimierz
- 1016–1018: Dragimir[6]

### Władcy Zety
- 1034–1050: Stefan Dobrosław
- 1050–1081: Michał I
- 1081–1101: Konstantyn Bodin
- 1101–1102: Dobrosław
- 1102–1103: Kočapar Radoslavljević
- 1103–1113: Włodzimierz
- 1113–1118: Jerzy Bodinović
- 1118–1125: Grubesza Branislavljević
- 1125–1131: Jerzy Bodinović (po raz drugi)
- 1131–1142: Gradihna Branislavljević
- 1148/1149–1183: Radosław Gradišnić
- 1183: do Serbii[6]